# Southern Kings
Southern Kings, en español Reyes del Sur, conocido como Kings, fueron un equipo profesional de rugby que tuvieron sede en la ciudad Puerto Elizabeth, Provincia Oriental del Cabo, en Sudáfrica. Jugaron en el Estadio Nelson Mandela Bay, y utilizaron vestimenta negra con vivos rojos, blancos y amarillos.
Desde 2017 hasta 2020 fue una de las dos franquicias de Sudáfrica que participaron en el Pro 14, en 2020 fueron excluidos del torneo en favor de las cuatro franquicias provenientes del Súper Rugby.

## Historia
La franquicia se fundó en abril de 2009 como rival para los Lions que visitaban el país en dicho año. Luego de dicha visita se fijó el objetivo de ingresar al Super Rugby.
El equipo compitió en las temporadas 2013, 2016 y 2017 del Super Rugby de la SANZAAR, fecha en la que fue excluido de la competición.
Desde el año 2017 hasta 2020 formaron parte de la Pro 14, en 2020 fueron excluidos de la competencia en favor de las franquicias que abandonaron el Súper Rugby.

### Nations Cup
En 2011 fueron invitados a participar de la sexta edición de la Nations Cup. Los Kings obtuvieron el campeonato, ganando todos sus partidos.

### Super Rugby 2013
Los Kings ingresaron a la competencia en el Super Rugby 2013 relevando a los Lions que en la anterior temporada quedaron últimos. En su torneo debut los Kings ganaron sólo 3 partidos, empataron uno y perdieron el resto terminando últimos en la tabla general con 24 puntos y debieron jugar la promoción por la permanencia o el descenso ante los Lions. Los Kings ganaron un partido pero perdieron el otro y debieron descender de categoría por 4 tantos en la diferencia de puntos marcados.

### Super Rugby 2016
En 2013 la Sanzar anunció que buscaba ampliar el Super Rugby de 15 a 18 franquicias en la temporada 2016, por lo tanto se ofreció franquicias a Argentina, Sudáfrica y Asia que aceptaron la propuesta sumándose para 2016 Jaguares, Sunwolves y el regreso de Southern Kings.

## Palmarés
- Campeón de la Nations Cup de 2011.